# Stanisław Jakub z Kłecka
Stanisław Jakub z Kłecka – żyjący w XV wieku notariusz publiczny, kanonik poznański, pleban w Spławiu.

## Życiorys
Pochodził z Kłecka. W 1434 roku był notariuszem publicznym diecezji gnieźnieńskiej. W latach 1448–1465 kanonik kolegiaty Najświętszej Marii Panny w Poznaniu. Od 1453 roku był plebanem w Spławiu.